# Sulfur de cadmi
El sulfur de cadmi és un compost inorgànic amb la fórmula CdS. És un sòlid groc. Es presenta a la natura amb dues estructures cristal·lines com els rars minerals greenockita i hawleyita, però és més prevalent comimpuresa en les menes de zinc, esfalerita i wurtzita, que són les principals fonts econòmiques de cadmi.

## Producció
Es pot preparar sulfur de cadmi per precipitació de les sals solules de cadmi(II) amb ió sulfur i en el passat s'havia fet servir per l'anàlisi inorgànica qualitativa.

La producció de pigments normalment implica precipitar el CdS.

## Aplicacions
El CdS es fa servir principalment com a pigment.
El CdS i el selenur de cadmi es fa servir per fabricar fotoresistències.
Es pot fer servir en alguns tipus de cèl·lules solars. El CdS va ser el primer semiconductor a usar-se.

## Biologia
El sulfur de cadmi de vegades s'associa a bacteris que redueixen el sulfat.